# 1168 Brandia
1168 Brandia este un asteroid din centura principală, descoperit pe 25 august 1930, de Eugène Delporte.